# Сталиниана
Сталиниана — совокупность произведений музыкального, изобразительного и других искусств, а также кинематографии, прозы и поэзии, посвящённых советскому государственному и партийному деятелю Иосифу Сталину (1879—1953) или связанных с ним.

## Кино

### Образ Сталина в мультипликационных фильмах
- Тебе, Москва!
- Супермен. Красный сын (мультфильм) — Уильям Салиерс — Иосиф Сталин (озвучивание)

### Образ Сталина в художественных фильмах
- 1934 — «Британский агент» (British Agent) (по мотивам книги «Мемуары британского агента» Брюса Локхарта), США, режиссёр Майкл Кёртис, В роли — Джозеф Марио
- 1937 — «Ленин в Октябре», СССР, Мосфильм, режиссёры Михаил Ромм, Дмитрий Васильев, в роли — Семён Гольдштаб. В 1956 и 1963 годах сцены со Сталиным удалены
- 1938 — «Выборгская сторона», СССР, Ленфильм, режиссёры Григорий Козинцев, Леонид Трауберг в роли — Михаил Геловани. Сцены со Сталиным удалены после XX съезда КПСС
- 1938 — «Человек с ружьём», (по одноимённой пьесе Николая Погодина), СССР, Ленфильм, режиссёры Сергей Юткевич, Павел Арманд, в роли — Михаил Геловани. В период между 1956 и 1961 годами и в 1965 году все сцены и упоминания о Сталине удалены
- 1938 — «Великое зарево», СССР, Тбилисская киностудия, режиссёр Михаил Чиаурели, в роли — Михаил Геловани
- 1939 — «Ленин в 1918 году», СССР, Мосфильм, режиссёр Михаил Ромм, в роли — Михаил Геловани. В 1956 году сцены со Сталиным удалены.
- 1940 — «Сибиряки», СССР, Союздетфильм, режиссёр Лев Кулешов, в роли — Михаил Геловани
- 1940 — «Яков Свердлов», СССР, Союздетфильм, режиссёр Сергей Юткевич, в роли — Андро Кобаладзе. В 1965 году сцены со Сталиным удалены
- 1941 — «Валерий Чкалов», СССР, Ленфильм, режиссёр Михаил Калатозов, в роли — Михаил Геловани. В 1962 году сцена и упоминания о Сталине были удалены
- 1941 — «Первая конная» («Прорыв Польского фронта в 1920 году»), (по одноимённой повести Всеволода Вишневского) СССР, Мосфильм, режиссёры Ефим Дзиган, Георгий Берёзко, в роли — Семён Гольдштаб. Фильм на экраны не вышел.
- 1942 — «Оборона Царицына» (дилогия), СССР, Ленфильм и ЦОКС (Алма-Ата), режиссёры братья Васильевы, в роли — Михаил Геловани. На широкий экран вышла только первая серия киноэпопеи.
- 1942 — «Александр Пархоменко» (по роману Всеволода Иванова «Пархоменко», СССР, Ташкентская киностудия, Киевская киностудия, режиссёр Леонид Луков, в роли — Семён Гольдштаб. В 1962 году были удалены все сцены со Сталиным и все упоминания о нём
- 1942 — «Его зовут Сухэ-Батор», СССР (Ташкентская киностудия, Ленфильм), МНР (Монголкино), режиссёры Александр Зархи, Иосиф Хейфиц, в роли — Семён Гольдштаб (в первоначальной версии фильма)
- 1943 — «Миссия в Москву» (Mission to Moscow, фильм снят по одноимённой книге мемуаров посла США в СССР Джозефа Дэвиса, США Warner Bros.), режиссёр Майкл Кёртис, в роли — Манарт Киппен
- 1944 — «Песнь о России», США, Metro-Goldwyn-Mayer — режиссёры Грегори Ратофф, Ласло Бенедек, в роли Майкл Визаров
- 1946 — «Клятва», СССР, режиссёр Михаил Чиаурели, Тбилисская киностудия, в роли Михаил Геловани
- 1947 — «Свет над Россией» (пo мотивам пьесы Николая Погодина «Кремлёвскиe куранты»), СССР, режиссёр Сергей Юткевич, «Мосфильм», в роли Михаил Геловани
- 1947 — «Рядовой Александр Матросов», СССР режиссёр Леонид Луков, «Союздетфильм», в роли Алексей Дикий (роль вырезана в 1963 году)
- 1948 — «Третий удар», СССР, режиссёр Игорь Савченко, Киевская киностудия, в роли Алексей Дикий (в первоначальной версии фильма). После XX съезда КПСС и развенчания культа личности фильм был перемонтирован: были вырезаны эпизоды с участием Сталина, а фильм переименован в «Южный узел».
- 1949 — «Сталинградская битва», СССР, режиссёр Владимир Петров, «Мосфильм» в роли Алексей Дикий
- 1949 — «Падение Берлина», СССР, режиссёр Михаил Чиаурели, «Мосфильм», в роли Михаил Геловани
- 1950 — «Огни Баку», СССР, режиссёр Александр Зархи, Иосиф Хейфиц, Рза Тахмасиб, «Азербайджанфильм», в роли Михаил Геловани (роль вырезана в 1968 году)
- 1950 — «Донецкие шахтёры», СССР, режиссёр Леонид Луков, киностудия имени М. Горького, в роли Михаил Геловани (в первоначальной версии фильма)
- 1951 — «Незабываемый 1919 год», СССР режиссёр Михаил Чиаурели, «Мосфильм», в роли Михаил Геловани
- 1952 — «Джамбул», СССР, режиссёр Ефим Дзиган, Алма-Атинская киностудия художественных и хроникальных фильмов в роли Михаил Геловани (сцены были удалены)
- 1952 — «Совершенно секретно[англ.]» / Top Secret(«Мистер Поттс едет в Москву»), Великобритания, режиссёр Mario Zampi[англ.], Associated British Picture Corporation, в роли Станислав Зенчакевич
- 1953 — «Вихри враждебные» («Феликс Дзержинский»), СССР, режиссёр Михаил Калатозов, «Мосфильм», в роли Михаил Геловани (сцены были удалены)]
- 1953 — Солдат Победы / Żołnierz Zwycięstwa, Польша режиссёр Ванда Якубовская, Wytwórnia Filmów Fabularnych w Łodzi), в роли Казимеж Вилямовский[пол.]
- 1954 — «Эрнст Тельман — сын своего класса» / Ernst Thälmann — Sohn seiner Klasse, ГДР, режиссёр Курт Метциг,	ДЕФА), в роли Герд Ягер
- 1957 — «Девушка в Кремле[англ.]» / The Girl in the Kremlin режиссёр Рассел Бердвелл, Universal Pictures в роли Морис Мэнсон[англ.]
- 1957 — «Правда» (по одноимённой пьесе Александра Корнейчука), СССР, режиссёр Виктор Добровольский, Исаак Шмарук, Киевская киностудия художественных фильмов им. А. П. Довженко), в роли Андро Кобаладзе
- 1957 — «Судьба женщины», СССР, режиссёр Николай Санишвили,Грузия-фильм}. В роли Андро Кобаладзе
- 1957 — «Лично известен», СССР, режиссёр Степан Кеворков, Эрзам Карамян, Григорий Баласанян, Арменфильм. В роли Андро Кобаладзе (при перемонтаже роль вырезана)
- 1958 — «В дни Октября» (по книге Джона Рида «Десять дней, которые потрясли мир», СССР, режиссёр Сергей Васильев, «Ленфильм»), в роли Андро Кобаладзе
- 1958 — «Заговор с целью убийства Сталина» / The Plot to Kill Stalin — США, режиссёры Джон Франкенхаймер, Франклин Дж. Шаффнер, Ральф Нельсон, в роли Мелвин Дуглас (сериал Playhouse 90)
- 1960 — «Утро», СССР, режиссёр Агарза Кулиев, «Азербайджанфильм», в роли Андро Кобаладзе
- 1965 — «На одной планете», СССР режиссёр Илья Ольшвангер, «Ленфильм», в роли Андро Кобаладзе
- 1967 — Гражданская война в России[нем.] / Bürgerkrieg in Rußland, ФРГ (телесериал режиссёр Вольфганг Шляйф[нем.]. В роли — Хуберт Зушка[нем.]
- 1968—1971 — «Освобождение», СССР, Югославия, Италия, Польша, ГДР, режиссёр Юрий Озеров). в роли — Бухути Закариадзе
- 1969 — «Гражданская война в Испании» / Der spanische Bürgerkrieg, ФРГ (телесериал режиссёр Рудольф Картье[нем.]. В роли — Александр Аллерсон
- 1970 — «Посланники вечности», СССР, режиссёр. Теодор Вульфович, «Мосфильм». В роли — Андро Кобаладзе
- 1970 — «Почему русские сделали революцию» / Why Russians Are Revolting — США. В роли — Саул Кац
- 1971 — «Николай и Александра» (Nicholas and Alexandra), (по одноимённой книге Роберта Масси США, режиссёр Франклин Шеффнер. В роли — Джеймс Хазельдин[нем.]
- 1972 — «Укрощение огня», СССР, режиссёр Даниил Храбровицкий, «Мосфильм». В роли —— Андро Кобаладзе
- 1973 — «Семнадцать мгновений весны», (по одноимённому роману Юлиана Семёнова, СССР, режиссёр Татьягна Лиознова, Киностудия имени М. Горького. В роли — Андро Кобаладзе
- 1973 — «Истоки» (по одноимённой повести Гри гория Коновалова) СССР, режиссёр Иван Лукинский, Киностудия имени М. Горького. В роли— Рамаз Чхиквадзе
- 1974—1977 — «Блокада» (по одноимённому роману Бориса Чаковского), СССР, режиссёр Михаил Ершов, Ленфильм. В роли —— Борис Горбатов
- 1974 — «Пламя», СССР, режиссёр Виталий Четвериков, Беларусьфильм. В роли — Андро Кобаладзе
- 1975 — «Выбор цели», СССР, режиссёр Игорь Таланкин, Мосфильм. В роли — Яков Трипольский
- 1976 — «Дума о Ковпаке», СССР, режиссёр Тимофей Левчук, Киностудия имени А. Довженко). В роли — Яков Трипольский
- 1977 — «Солдаты свободы», СССР, Болгария, Венгрия, ГДР, Польша, Румыния, Югославия, режиссёр Юрий Озеров). В роли — Яков Трипольский
- 1977 — «Фронт за линией фронта» (по мотивам документального романа Семёна Цвигуна «Мы вернёмся!»), СССР, (режиссёр Игорь Гостев, Мосфильм. В роли — Андро Кобаладзе
- 1978 — «Война и мир мужчин» / Sodan ja rauhan miehet, Финляндия, режиссёр Матти Тапио. В роли — Микко Нисканен
- 1979 — «До последней капли крови» (Польша) режиссёр Ежи Гофман. В роли — Андро Кобаладзе
- 1979 — «Сталин — Троцкий» (Staline — Trotsky: Le pouvoir et la révolution), Франция. В роли — Морис Барье
- 1980 — «Тегеран-43», СССР, Франция, Швейцария, режиссёры А. Алов и В. Наумов, «Мосфильм». Телевариант «Покушение», в роли — Георгий Саакян
- 1980 — «Франклин Рузвельт: Последний год» / F.D.R.: The Last Year, США режиссёр Энтони Пейдж). В роли Нехемия Персофф
- 1981 — «20 декабря», СССР, режиссёр Григорий Никулин. В роли — Владимир Зумакалов
- 1981 — «Через Гоби и Хинган», СССР, Монголия, ГДР, режиссёры Василий Ордынский, Бадрахын Сумху). В роли — Андро Кобаладзе
- 1981 — «Фронт в тылу врага» (по мотивам документального романа Семёна Цвигуна «Мы вернёмся!»), СССР, режиссёр Игорь Гостев, Мосфильм. В роли —— Андро Кобаладзе
- 1982 — «Государственная граница. Восточный рубеж», СССР режиссёр Борис Степанов, Беларусьфильм. В роли — Андро Кобаладзе
- 1982 — «Ленин» / Lénine, Франция, режиссёр Жанетт Хьюберт[англ.]. В роли — Жак Жиро.
- 1982 — «Если враг не сдаётся…», СССР, режиссёр Тимофей Левчук, Киностудия имени А. Довженко. В роли — Яков Трипольский
- 1983 — «Красные колокола. Фильм 2. Я видел рождение нового мира», (по книге Джона Рида «Десять дней, которые потрясли мир»), СССР, Мексика, Италия режиссёр Сергей Бондарчук, Мосфильм, Ленфильм. В роли — Тенгиз Даушвили
- 1983 — «Рейли — король шпионов[англ.]» / Reilly, Ace of Spies, (по книге «Король шпионов» Робина Брюса Локкарта), Великобритания, режиссёры Мартин Кэмпбелл, Джим Годдард. В роли — Дэвид Бурк
- 1983 — «Красный монарх» / Red Monarch, (по рассказам Юрия Кротова Великобритания, режиссёр Джек Голд[англ.]. В роли — Колин Блейкли
- 1983 — «Ветры войны[англ.]» / The Winds of War, (по мотивам одноимённой книги Германа Воука), США, режиссёр Дэн Кертис[англ.]. В роли — Анатолий Чагунян
- 1984 — «Ялта» Франция, режиссёр Ив-Андре Юбер[англ.]. В роли — Данило Бата Стойкович
- 1984 — «Катастрофа в Гибралтаре[пол.]» / Katastrofa w Gibraltarze, Польша, режиссёр Богдан Поремба. В роли Богуслав Сохнацкий
- 1985 — «Битва за Москву», СССР, Чехословакия, ГДР, Вьетнам (реж. Юрий Озеров, Мосфильм, Баррандов, ДЕФА, ФАФИМ. В роли — Яков Трипольский
- 1985 — «Победа», (по мотивам одноимённого романа Александра Чаковского), СССР, ГДР, Финляндия, режиссёр Евгений Матвеев. В роли — Рамаз Чхиквадзе
- 1986 — «Государственная граница. Год сорок первый», СССР, режиссёр Вячеслав Никифоров, Беларусьфильм. В роли — Арчил Гомиашвили
- 1986 — «Дети Сталина», Израиль, режиссёр Надав Левитан
- 1986 — «Уход воина, возвращение маршала», Югославия, режиссёр Сава Мрмак. В роли — Бранислав Джеринич
- 1987 — «Смысл жизни», СССР, режиссёр Д. Салимов, «Узбекфильм», в роли Георгий Саакян.
- 1988 — «Свидетельство[англ.]» / Testimony, (Великобритания), режиссёр Тони Палмер. В роли — Теренс Ригби[англ.]
- 1988 — «Заговор и предательство», Югославия, режиссёр Сава Мрмак. В роли — Бранислав Джеринич
- 1988 — «Ералаш 1970», СССР, режиссёр В. Ховенко. В роли — Георгий Саакян
- 1989 — «Сталинград», СССР, США, Чехословакия, ГДР, режиссёр Юрий Озеров. В роли — Арчил Гомиашвили
- 1989 — «Чёрная роза — эмблема печали, красная роза — эмблема любви», СССР, режиссёр Сергей Соловьёв, «Мосфильм». В роли — Георгий Саакян
- 1989 — «Пиры Валтасара, или Ночь со Сталиным», (Экранизация новеллы «Пиры Валтасара» из романа Фазиля Искандера «Сандро из Чегема»), СССР, режиссёр Юрий Кара, к/с им. Горького. В роли — Алексей Петренко
- 1989 — «В городе Сочи тёмные ночи», СССР, режиссёр Василий Пичул, «Мосфильм». В роли Георгий Саакян.
- 1989 — «Птицам крылья не в тягость», СССР, режиссёр Б. Горошко, «Беларусьфильм». В роли Георгий Саакян.
- 1989 — «Закон», СССР, режиссёр Владимир Наумов, «Мосфильм». В роли Георгий Саакян.
- 1990 — «10 лет без права переписки» (по мотивам второй части романа Александра Кабакова «Ударом на удар, или Подход Кристаповича».), СССР, режиссёр Владимир Наумов, «Мосфильм». В роли — Георгий Саакян
- 1990 — «Яков, сын Сталина» СССР, режиссёр Деви Абашидзе, Грузия-фильм. В роли — Евгений Джугашвили
- 1990 — «Враг народа — Бухарин», СССР, режиссёр Леонид Марягин, Мосфильм. В роли — Сергей Шакуров
- 1990 — «Повесть непогашенной луны», (по одноимённому произведению Бориса Пильняка), СССР, режиссёр Евгений Цымбал. В роли — Виктор Проскурин
- 1990 — «Война на западном направлении», (по мотивам романа Ивана Стаднюка «Война»), СССР, режиссёр Тимофей Левчук, Григорий Кохан, Киностудия имени А. Довженко). В роли — Арчил Гомиашвили
- 1990 — «Николай Вавилов», СССР, режиссёр Александр Прошкин, Мосфильм. В роли — Георгий Кавтарадзе
- 1991 — «Ближний круг», СССР, США, Италия, режиссёр Андрей Кончаловский. В роли — Александр Збруев
- 1991 — «И чёрт с нами!», СССР, режиссёр Александр Павловский, Одесская киностудия. В роли Георгий Саакян.
- 1991 — «Путешествие товарища Сталина в Африку», СССР, режиссёр Квирикадзе, Ираклий Михайлович, Грузия-фильм. В роли двойника Сталина — Рамаз Чхиквадзе
- 1992 — «Сталин», США, Россия, Венгрия, режиссёр Иван Пассер. В роли — Роберт Дюваль
- 1992 — «Официант с золотым подносом», Россия, режиссёр Роман Цурцумия, Мосфильм. В роли — Рамаз Чхиквадзе
- 1992 — «В круге первом» (США) — Ф. Мюррей Абрахам
- 1992 — «Кооператив «Политбюро», или Будет долгим прощание» (Белоруссия) — Алексей Петренко
- 1993 — «Ленин в огненном кольце», Россия. В роли — Леван Мсхиладзе
- 1993 — «Троцкий», Россия. В роли — Евгений Жариков
- 1993 — «Ангелы смерти», Россия. В роли  — Арчил Гомиашвили
- 1993 — «Вперёд, за сокровищами гетмана![укр.]», Украина. В роли — Георгий Саакян
- 1993—1994 — «Трагедия века», Россия. В роли — Яков Трипольский, Арчил Гомиашвили, Бухути Закариадзе
- 1994 — «Серп и молот», Россия. В роли  — Владимир Стеклов
- 1994 — «Вторая мировая война: Когда львы рычали» (World War II: When Lions Roared), Великобритания. В роли  — Майкл Кейн
- 1994 — «Мастер и Маргарита», Россия. В роли — Георгий Саакян
- 1995 — «Великий полководец Георгий Жуков», Россия. В роли — Яков Трипольский
- 1995 — «Под знаком Скорпиона», Россия. В роли — Игорь Кваша
- 1996 — «Дети революции» (Австралия). В роли — Ф. Мюррей Абрахам
- 1996 — «Госпожа Коллонтай» (Gospodja Kolontaj) (Югославия). В роли — Михайло Янкетич
- 1997 — «Все мои Ленины» (Эстония). В роли — Эдуард Томан
- 1998 — «Хрусталёв, машину!», Россия. В роли — Али Мисиров
- 2000 — «В августе 44-го…», Россия. В роли — Рамаз Чхиквадзе
- 2001 — «Телец», Россия. В роли — Сергей Ражук
- 2002 — «Приключения мага», Россия. В роли — Игорь Гузун
- 2003 — «Шпион Зорге» (Spy Sorge) (Япония-Германия). В роли — Петер Борхерт / Peter Borchert
- 2004 — «Московская сага», Россия. В роли — Владимир Миронов
- 2004 — «Дети Арбата», Россия. В роли — Максим Суханов
- 2004 — «Смерть Таирова», Россия. В роли — Алексей Петренко
- 2005 — «В круге первом», Россия. В роли — Игорь Кваша
- 2005 — «Звезда эпохи», Россия. В роли — Армен Джигарханян
- 2005 — «Есенин», Россия. В роли — Андрей Краско
- 2005 — «Архангел», Россия. В роли — Автандил Махарадзе
- 2005 — «Тегеран-43» (Канада). В роли — Игорь Гузун
- 2006 — «Жена Сталина», Россия. В роли — Дута Схиртладзе
- 2006 — «Утёсов. Песня длиною в жизнь», Россия. В роли — Евгений Паперный
- 2007 — «Сталин. Live», Россия. В роли — Давид Гиоргобиани
- 2008 — «Мустафа Шокай» (Казахстан). В роли — Игорь Гузун
- 2009 — «Час Волкова-3», Россия. В роли — Игорь Гузун
- 2009 — «Приказано уничтожить! Операция: «Китайская шкатулка»», Россия. В роли — Геннадий Хазанов
- 2009 — «Вольф Мессинг: видевший сквозь время», Россия. В роли — Алексей Петренко
- 2009 — «Легенда об Ольге», Россия. В роли — Малхаз Жвания
- 2009 — «Полторы комнаты, или Сентиментальное путешествие на родину», Россия. В роли — ?
- 2010 — «Утомлённые солнцем 2: Предстояние», Россия. В роли — Максим Суханов
- 2010 — «Тухачевский: Заговор маршала», Россия. В роли — Анатолий Дзиваев
- 2010 — «Обыкновенная казнь» / Une exécution ordinaire, Франция. В роли — Андре Дюссолье
- 2011 — «Варшавская битва. 1920» (Польша). В роли — Игорь Гузун
- 2011 — «Товарищ Сталин», Россия. В роли — Сергей Юрский[1]
- 2011 — «Отель Люкс» (Германия). В роли — Валерий Гришко
- 2011 — «Контригра», Россия. В роли — Леван Мсхиладзе
- 2011 — «Наркомовский обоз», Россия. В роли — Иван Мацкевич
- 2011 — «Дом образцового содержания», Россия. В роли — Игорь Гузун
- 2011 — «Фурцева», Россия. В роли — Геннадий Хазанов
- 2011 — «Утомлённые солнцем 2: Цитадель», Россия. В роли — Максим Суханов
- 2012 — «Жуков», Россия. В роли — Анатолий Дзиваев
- 2012 — «Чкалов», Россия. В роли — Виктор Тереля
- 2012 — «Шпион», Россия. В роли — Михаил Филиппов
- 2012 — «Второе восстание Спартака», Россия. В роли — Анатолий Дзиваев
- 2012 — «Всё началось в Харбине», Россия. В роли — Александр Воитов
- 2012 — «Эффект К. Монтажёр Сталина» (Испания, 2012). В роли — Антонио Бачеро.
- 2012−2015 — «Опасная пятёрка» (сериал, Австралия). В роли — Грег Марш
- 2013 — «Сталин с нами», Россия. В роли — Роман Хеидзе
- 2013 — «Убить Сталина», Россия. В роли — Анатолий Дзиваев
- 2013 — «Сын отца народов», Россия. В роли — Анатолий Дзиваев
- 2013 — «Столетний старик, который вылез в окно и исчез» (Швеция). В роли — Альгирдас Ромуальдас
- 2013 — «Орлова и Александров» — Евгений Князев
- 2016 — «Алмазы Сталина», Россия. В роли — Александр Вонтов
- 2017 — «Смерть Сталина». В роли — Андриан Маклафлин
- 2017 — «Власик. Тень Сталина», Россия. В роли — Леван Мсхиладзе
- 2017 — Горькая жатва. В роли — Гэри Оливер
- 2017 — Троцкий, Россия. В роли — Орхан Абулов
- 2017 — Диван Сталина. В роли — Жерар Депардье
- 2017 — «Крылья Империи», Россия. В роли — Заза Чантурия
- 2018 — «Светлана», Россия. В роли — Сергей Колтаков
- 2018 — «Зорге», Россия. В роли — Анатолий Дзиваев
- 2019 — «Железное небо: Грядущая раса», Россия. В роли — Дута Схиртладзе
- 2020 — «Волк», Россия. В роли — Малхаз Абуладзе
- 2021 — «Мария. Спасти Москву», Россия. В роли — Валерий Горин

### Образ Сталина в документальных фильмах
- «Три песни о Ленине» (1934). Реж. Дзига Вертов.
- «Колыбельная» (1937). Реж. Дзига Вертов.
- «Величайшие злодеи мира: Иосиф Сталин» (2001, Discovery Channel)
- «Вторая мировая война: За закрытыми дверями» (2008, BBC) — Алексей Петренко
- «Покер-45: Сталин, Черчилль, Рузвельт» (2010) — Игорь Гузун
- «Поединки: Правдивая история. Тегеран-43» (2010) — Анатолий Дзиваев
- «Казнокрады» (Фильм 4: «Трофейное дело») (2011) — Анатолий Дзиваев
- «Страна родная»
- «Памяти Серго Орджоникидзе»
- «Показания свидетеля»

## Живопись и графика

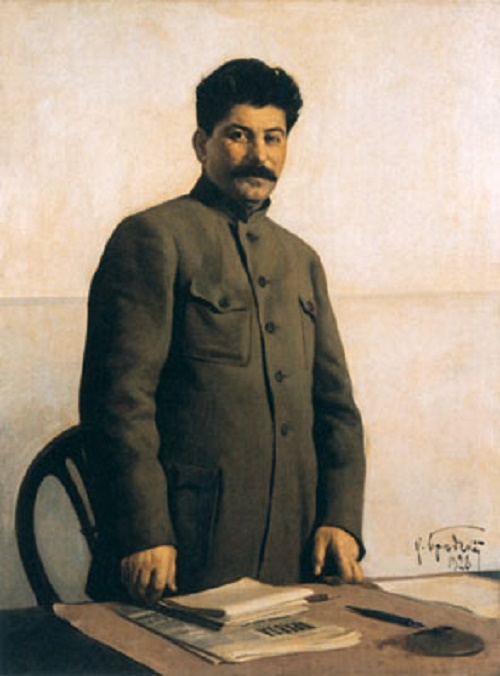
И. Бродский. «Портрет И. В. Сталина». 1928
Журнал «Огонёк». 1934 год
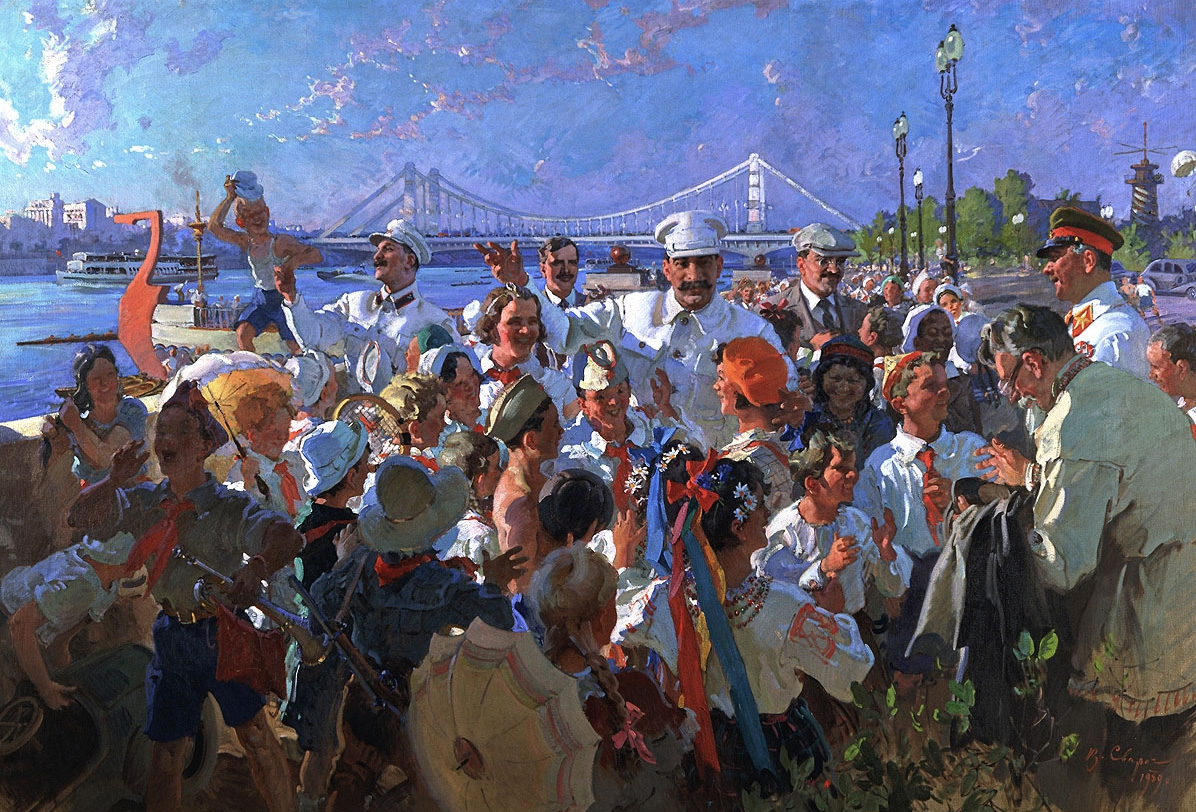
В. Сварог. «Сталин  среди детей». 1939
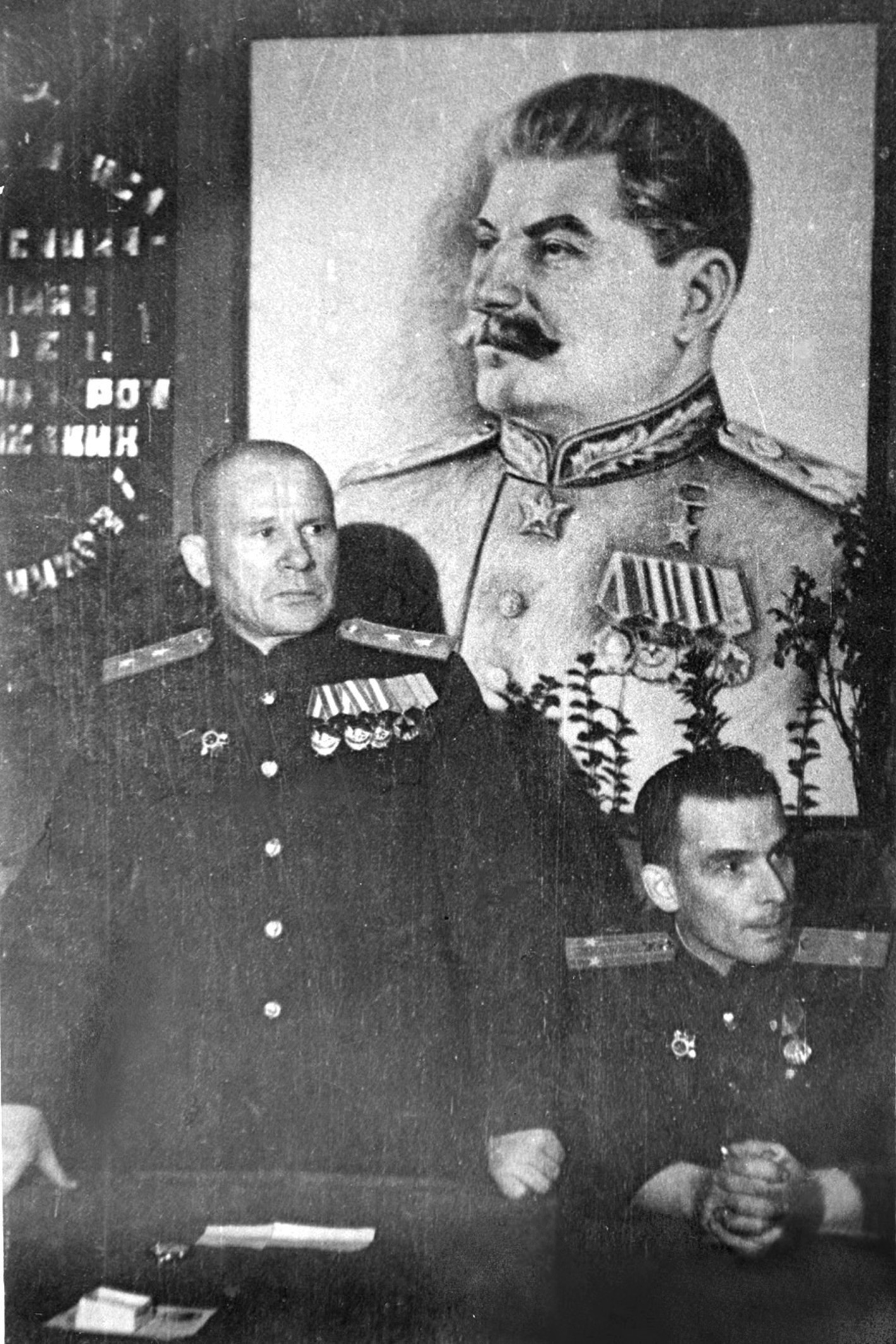
7 ноября 1944.  В штабе Лен.фронта.

Картины:
- Картина А. М. Герасимова „Выступление И. В. Сталина на XVI партсъезде“ (1933), „И. В. Сталин и К. Е. Ворошилов в Кремле“ (1938), акварельные портреты И. В. Сталина.
- В. П. Ефанов: „И. В. Сталин, В. М. Молотов, К. Е. Ворошилов у постели больного А. М. Горького“.
- Г. Шегаль: „Тов. Сталин в президиуме Съезда колхозников“.
- Графика Кукрыниксов „Сталин в Курейке“.
- Гравюра М. Полякова „Сталин у Горького“.
- Картины А. Кутателадзе „Тов. Сталин среди крестьян-аджарцев в 1902 г.“, „Батумская демонстрация под руководством тов. Сталина“.
- Д. Налбандян „Портрет тов. Сталина“.
- Картина А. М. Герасимова „И. В. Сталин и К. Е. Ворошилов в Кремле“ (1938, Сталинская премия I степени в 1941 году).
- Картина В. Сварога „И. В. Сталин и члены Политбюро среди детей в Центральном парке культуры и отдыха имени М. Горького“ (1939)

Выставки, посвящённые Сталину:
- Сталин и люди Советской страны в изобразительном искусстве. Каталог выставки. М., Гос. Третьяковская галерея. 1939. 66 стр.
- Сталин и сталинская эпоха в произведениях советских графиков. Каталог выставки. Курск, 1939. 16 стр.
- Сталин и люди сталинской эпохи. Каталог выставки. Калинин, 1940. 18 стр.
- Передвижная выставка произведений живописи и графики, посвящённых жизни и деятельности И. В. Сталина. Каталог. Молотов, 1940. 38 стр.
- Иосиф Виссарионович Сталин в изобразительном искусстве. Каталог выставки. 1949. Живопись. Графика. Скульптура. М., Сов. Художник. 1949. 41 стр.
- Сталин и сталинская эпоха в произведениях изобразительного искусства. Каталог выставки. Иркутск, 1949. 16 стр.

## Барельеф и монументальное искусство

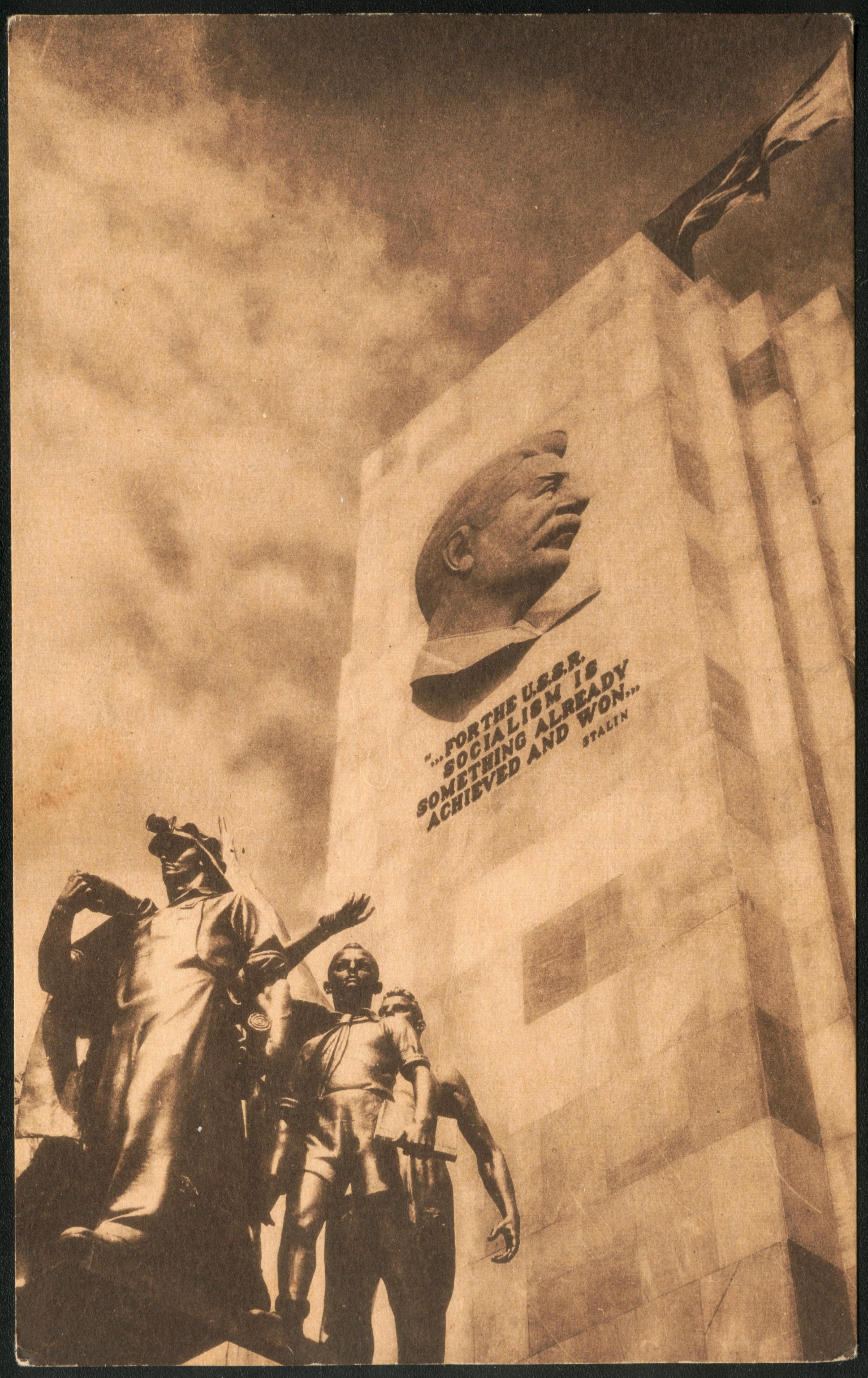
Барельеф советского павильона на Всемирной выставке-1939 в Нью-Йорке
Современный памятник И. В. Сталину перед мэрией города Гори, Грузия
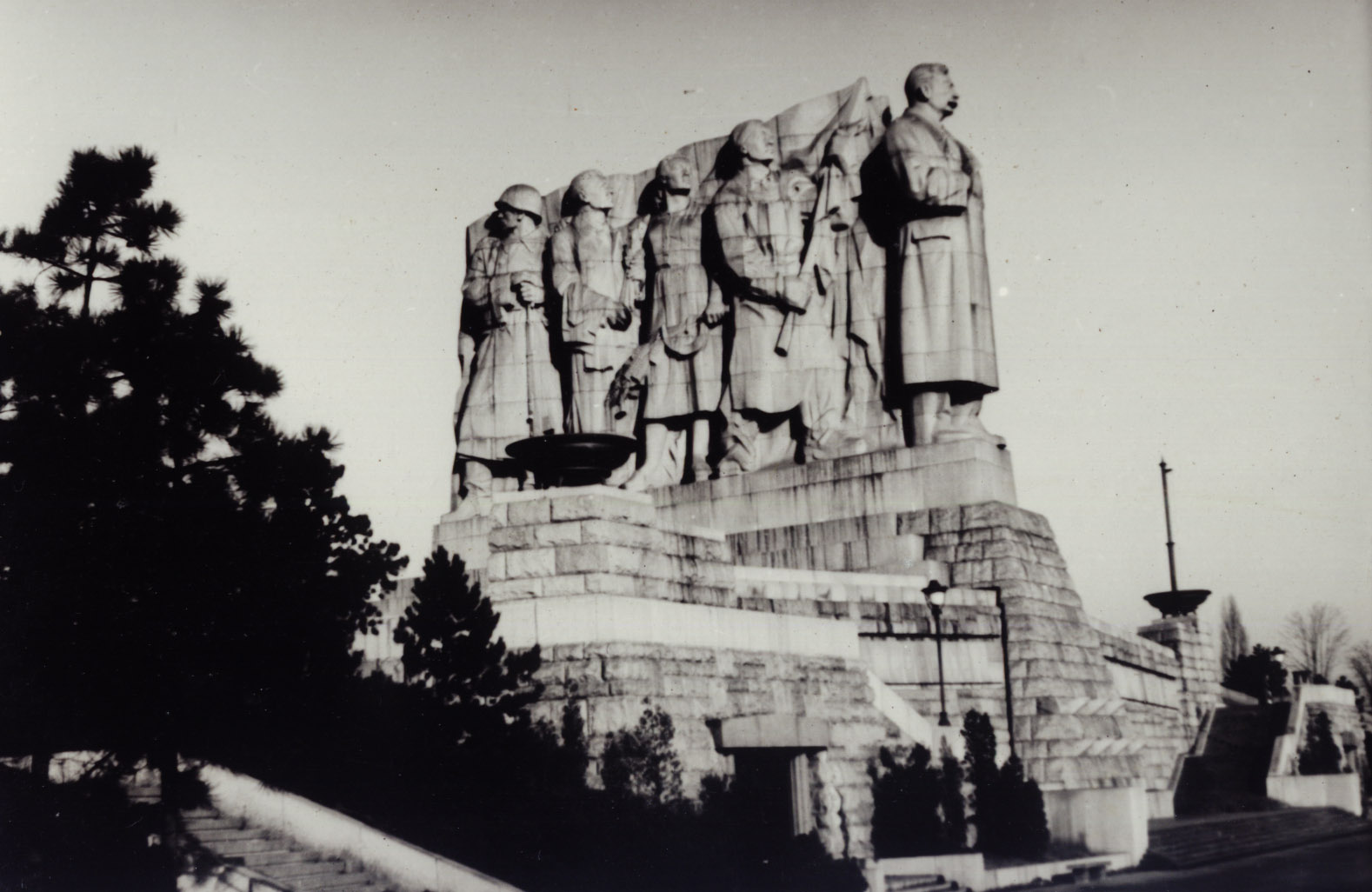
Памятник Сталину в Праге (1955—1962)

- Статуя Сталина работы С. Меркурова (1940).
- Скульптура «Ленин и Сталин» З. Азгура.
- Статуя Сталина работы С. Какабадзе.

## В литературе и фольклоре

### При жизни Сталина
- Общие сборники[3]:
  - Сталин в песнях народов СССР. — М.: Молодая гвардия, 1936. — 223 с.
  - Ленин-Сталин в поэзии народов СССР. — М.: ГЛИ, 1938. — 568 с.
  - За Сталина! Стихи и песни. — Куйбышев, 1938.
  - Рассказы о Сталине. — М.-Л.: Детиздат, 1939. — 112 с.
  - Сталин. (В поэзии. К 60-летию со дня рождения). — М.: ГЛИ, 1939. —388 стр.
  - Песни о Сталине. — М.: ГЛИ, 1950. — 204 с.
  - Великий Сталинский закон: Сборник стихов и песен. — М.: Моск. рабочий, 1950. — 144 с.
  - Слава великому Сталину: Стихи и песни. — Тула, 1951. — 240 с.
  - О Ленине и Сталине: Сборник для детей дошкольного и младшего школьного возраста. — М.-Л.: Детгиз, 1952. — 48 стр. — 300 000 экз.
  - Песня о Сталине: Избранные стихи советских поэтов. Для среднего и старшего возраста. — М.-Л.: Детгиз, 1950. — 184 с.
- Абхазская.
  - Гулия Д. И. Песнь о Сталине: Поэма / Пер. с абхаз. — Сухуми, 1946. — 14 с.
- Адыгская.
  - Голос сердца: Стихи и песни о Сталине / Пер. с адыг. А. Пономарева. — Майкоп, 1946. — 42 с.
  - О Сталине. (О самом любимом): Сб. художественных произведения писателей Адыгеи. — Майков, 1949. — 64 с.
- Азербайджанская.
  - Песни ашугов о Ленине и Сталине. — Баку, 1939. — 40 с.
- Армянская.
  - Сталин в песнях армянских ашугов. — Ереван, 1939.
  - Ленин и Сталин в армянском народном творчестве: Сб. / Пер. с арм. — Ереван, 1952. — 144 с.
- Белорусская.
  - Кулешов А. Слово о вожде народов: Поэма. — Минск, 1950.
  - От всего сердца: Сб. (разделы «Письма белорусского народа товарищу Сталину» и «Товарищ Сталин в белорусской поэзии»). Минск, 1953. — 375 с.
- Бурятская.
  - Сталин в творчестве народов Бурят-Монгольской АССР. — Улан-Удэ, 1939. — 136 с.
  - Великие баторы: Ленин и Сталин в творчестве народов Бурят-Монгольской АССР. —Улан-Удэ, 1948. — 148 с. — 10 000 экз.
  - Ленин и Сталин в творчестве народов Бурят-Монголии: Народные песни, улигеры, стихи и поэмы. — Улан-Удэ, 1953. — 200 с.
  - Галсанов Ц. Г. Легенда о Баторе. (О Сталине) / Пер. с бурят-монг. и поэт. обработка Т. Стрешневой. — 1944.
  - Галсанов Ц. Г. Человек души золотой: Прибайкальская легенда о Сталине / Пер. с бурят-монг. И. Луговского. — Улан-Удэ, 1950.
- Грузинская.
  - Лордкипанидзе К. А. Горийская повесть. — Тбилиси, 1941. — 32 с.
  - Георгий Леонидзе. Эпопея «Сталин». Кн. 1: Детство и отрочество. — М., 1950. (неоднократно издавалась в переводах Г. Цагарели и Н. Тихонова)
- Народы Дагестана.
  - Творчество народов Дагестана. Фольклор. Вып.1. Ленин и Сталин в песнях и сказаниях горцев Дагестана / Пер. с авар., даргин., кумык., лакск., лезгин., ногайск., табасаран., тат. и тюрк. яз. — Махачкала, 1939.
  - Песнь о Сталине: Сборник народных песен и произведений писателей Дагестана. — Махачкала, 1949. — 135 с.
  - Капиев Э. Сталин: Поэма. — Махач-Кала, 1946.
  - Славим партию свою: Стихи дагестанских поэтов, посвященные В. И. Ленину, И. В. Сталину, партии большевиков. — Махачкала, 1952. — 96 с.
- Казахская.
  - Песни о вождях и Родине: Сб. произведений народных акынов Казахстана. — Алма-Ата, 1949. — 123 с.
- Литовская.
  - Ленину. Сталину: Сб. стихов литовских поэтов. — Вильнюс, 1953. — 132 с.
  - Йонинас А., Мацявичюс Ю. Письмо вождю: Поэма / Пер. с литов. — Вильнюс, 1951. — 48 с.
  - Саломеи Нерис С. Поэма о Сталине. — Каунас, 1947.
- Мордовская.
  - Наше солнце — Сталин! Сб. поэтов и сказителей Мордовской АССР, посвящённый 60-летию И. В. Сталина. — Саранск, 1940. — 192 с.
- Русская.
  - Антоновская А. А. На Батумском рейде: Повесть. — М., 1948. — 72 с.
  - Вишневский В. В. Незабываемый 1919-й: Пьеса в 3 актах. — М.: Искусство, 1950.
  - Леонов Л. М. Слово о первом депутате. — М., 1946. — 24 с.
  - Ольхон А. С. Енисейская легенда: Сказ о И. В. Сталине. — Иркутск, 1940; Красноярск, 1947. — 15 с.
  - Погодин Н. Ф. Кремлёвские куранты: Пьеса.
  - Родному Сталину: Сб стихотворений ленинградских поэтов. — Л., 1951. — 111 с.
  - Чичаева Е. И. Про депутата бессменного, друга нашего неизменного, товарища Сталина — отца любимого: Сказ. — Красноярск, 1946. — 10 с.
- Таджикская.
  - Гольдберг А. Г. Голубой ковёр: Таджикская народная сказка о Ленине и Сталине. — Таллин, 1946.
  - Родному Сталину: Письма таджикского народа и стихи поэтов Таджикистана. — Сталинабад, 1949. — 167 с.
- Туркменская.
  - Ленин и Сталин в туркменской поэзии: Сб. стихов. — Ашхабад, 1953. — 132 с.
- Узбекская.
  - Гулям Гафур. Товарищу Сталину / Пер. с узбек. — М., 1950. — 51 с.
  - Наш голос: Сб. стихов (поэмы Ф. Юлдаша „Отец народа“, И. Шаира „Сталин“, К. Юсупова „Сталин с нами“. — Ташкент, 1950. — 40 с.
- Украинская
  - Воронько П. Н. К Сталину! Поэма. Для младшего возраста. — М., 1949. — 16 с.
  - Ленину слава, Сталину слава / Пер. с укр. — Киев, 1951. — 470 с.
- Якутская.
  - М. Н. Тимофеев-Терешкин Железо-стальной батырь. Сталин-победитель»: Сказы. — Иркутск, 1947.

### После смерти Сталина
- Аринин В. И. Тень генералиссимуса. — 1991.
- Жухрай В. М. Сталин: правда и ложь. — М.: Сварогъ, 1996.
- Радзинский Э. С. Сталин: жизнь и смерть — М.: АСТ, 2009.
- Симонов К. М. Глазами человека моего поколения. Размышления о И. В. Сталине — М.: Книга, 1990. — 431 с. — (Время и судьбы) — ISBN 5-212-00176-5
- Солженицын А. И. «В круге первом».
- Святослав Рыбас. Сталин. — М.: Молодая Гвардия. — (ЖЗЛ. Выпуск 1419).
- Хлевнюк О. В. Хозяин: Сталин и утверждение сталинской диктатуры. — М., 2009. — 402 с. — ISBN 978-5-235-03324-5
- Волкогонов Д. А. Триумф и трагедия: Политический портрет И. В. Сталина. В 2 книгах. — М., 1990.

## Песни
- А. Александров — М. Инюшкин:
  - «Кантата о Сталине»
- А.Александров — С.Алымов
  - Песня о Сталине (Много песен поёт наш советский народ…)
- И.Дунаевский — М.Инюшкин
  - Песня о Сталине
- М.Блантер — А.Сурков
  - Песня о Сталине (На просторах родины чудесной…)
  - Песня о Сталине (Для нас открыты солнечные дали…)
- Н. Белкин — С.Михалков:
  - Сталин думает о нас
- К. Массалитинов — М. Исаковский:
  - «Два сокола»
- Александр Харчиков:
  - «Сталинский марш»,
  - «Нам Сталин — отец, нам Родина — мать»,
  - «Сталин, вставай!»
  - «Сталин — это имя штурмовое»
- Иван Баранов:
  - «Часы истории»
- Александр Вертинский:
  - Песня о Сталине
- А.Новиков — С.Алымов
  - Любимый Сталин
- А.Новиков — В.Харитонов
  - В коммунизм Великий Сталин нас ведёт
- Б. Терентьев — Л.Ошанин
  - Спасибо, Великий Учитель
- М. Коваль — Л. Ошанин
  - Он родился в горах
- В.Мурадели — А. Сальников
  - Заздравная песнь Сталину
- В.Мурадели — А. Сурков
  - Нас воля Сталина вела

## Музыка
- Симфоническая «Поэма о Сталине» А. Хачатуряна (1936).
- Кантата С. Прокофьева «Здравица» (1939).
- «Кантата о Сталине» Ал. Александрова, «Величальная И. В. Сталину» В. Захарова, «Казачья песня о Сталине» Колесникова и другие.
- Симфония-рапсодия (1943) М. Штейнберга с программой на основе «Письма счастливого узбекского народа вождю народов великому Иосифу Виссарионовичу Сталину»[4].

## Декоративно-прикладное искусство
- Портреты И. В. Сталина на туркменских коврах.

## Кондитерское искусство
- Бюст Сталина из технического шоколада[5].
- Вылитый из сахара барельеф-портрет Сталина[6]

## Нумизматика

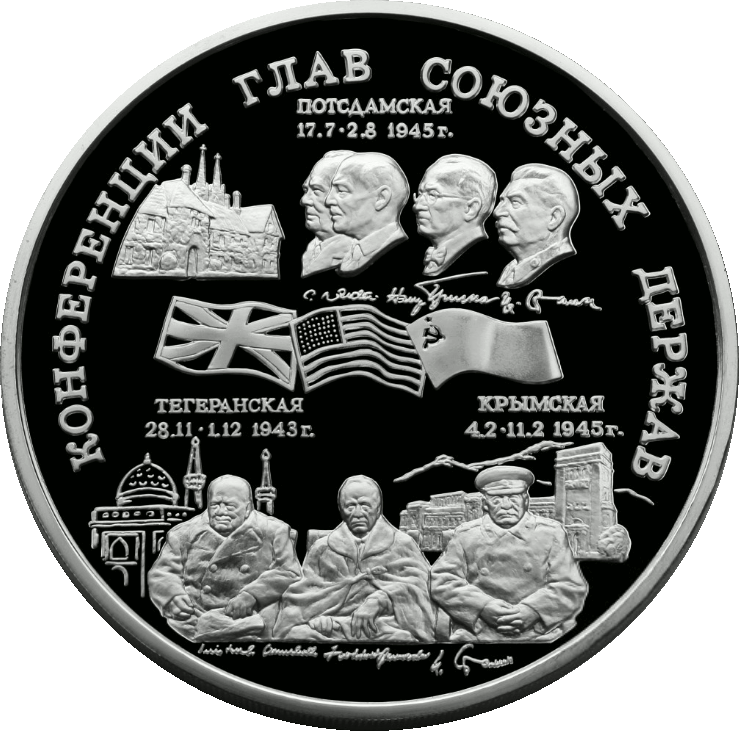

- Известны две монеты с профилем Сталина: серебряные 50 и 100 крон, выпущенные Чехословакией в 1949 году к 70-летию Сталина.
- 21 апреля 1995 г. Банк России выпустил серебряную монету достоинством 100 рублей «Конференции глав союзных держав»[7], на реверсе которой изображены И. В. Сталин, Ф. Д. Рузвельт, У. Л. Черчилль, К. Р. Эттли, Г. С. Трумен. Это первое изображение И. В. Сталина в отечественной нумизматике.
- 4 мая 2000 г. выпущена серебряная монета достоинством 100 рублей «БЕРЛИНСКАЯ (ПОТСДАМСКАЯ) КОНФЕРЕНЦИЯ»[8], на реверсе которой изображены И. В. Сталин, К. Р. Эттли, Г. С. Трумэн. Так же в этот день была выпущена медно-никелевая монета достоинством 2 рубля из серии «55-я годовщина Победы в Великой Отечественной войне 1941—1945 гг.» посвященная городу-герою Сталинграду[9].
- 2 марта 2005 г. выпущена серебряная монета достоинством 100 рублей из серии «60-я годовщина Победы в Великой Отечественной войне 1941—1945 гг.»[10]. На реверсе изображён прибывающий эшелон с воинами-победителями, паровоз среди прочего украшен портретом Верховного Главнокомандующего.

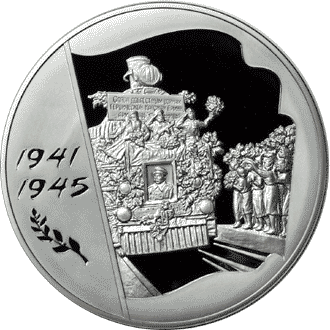
Серебряная монета банка России, 2005 г.
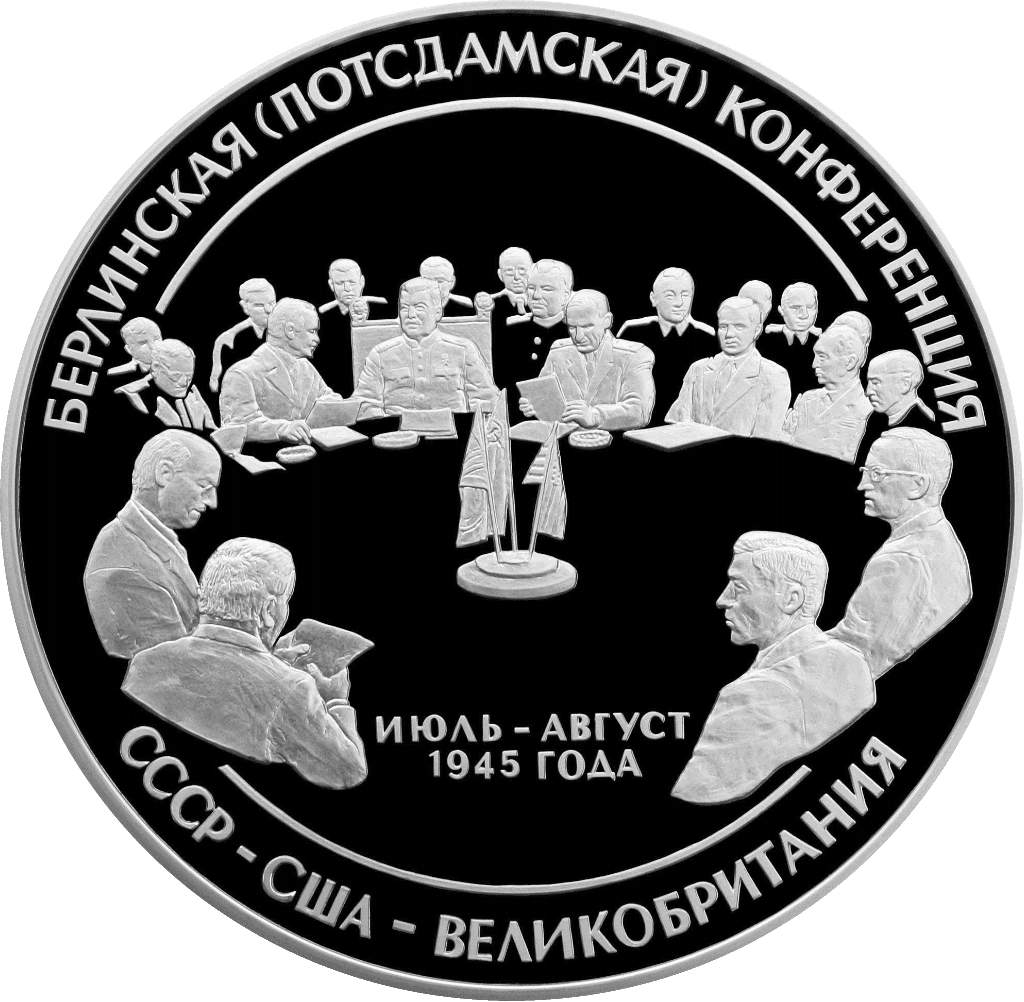
Монета Банка России, 2000 г. — 55-я годовщина Победы в Великой Отечественной войне 1941-1945 гг., 100 рублей, серебро, реверс.
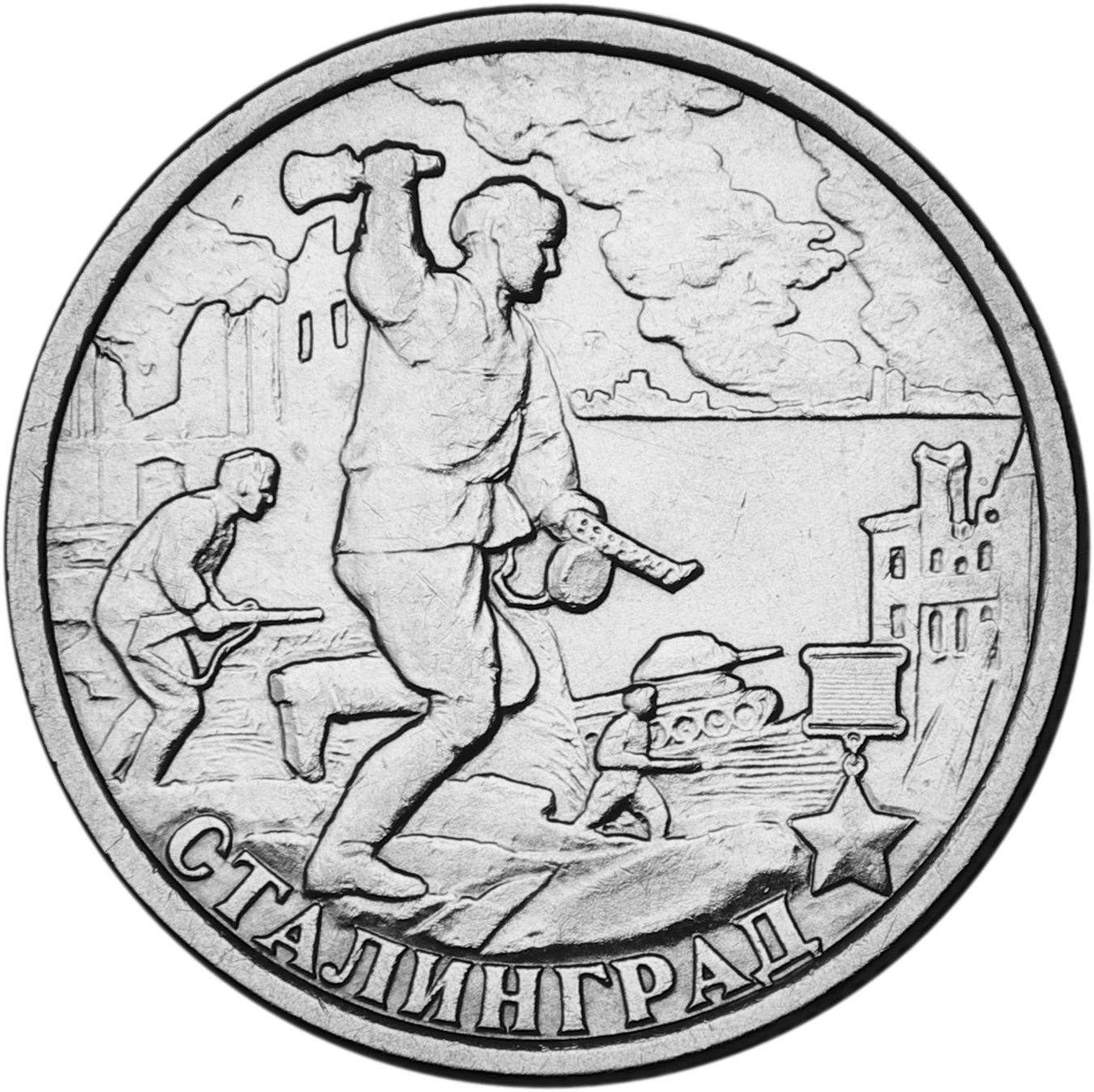
Реверс памятной монеты номиналом 2 рубля серии "Города-герои" 2000 г. - Сталинград.

## Образ Сталина на государственных наградах

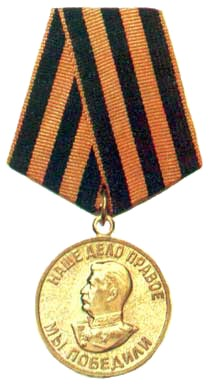
Медаль «За победу над Германией в Великой Отечественной войне 1941—1945 гг.»
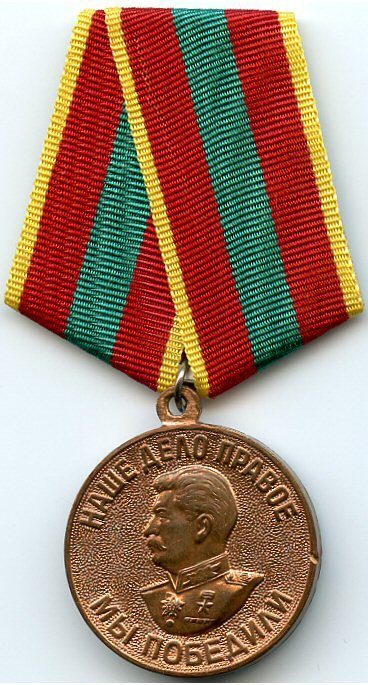
Медаль «За доблестный труд в Великой Отечественной войне 1941—1945 гг.»
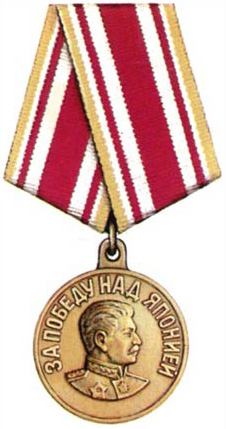
Медаль «За победу над Японией»
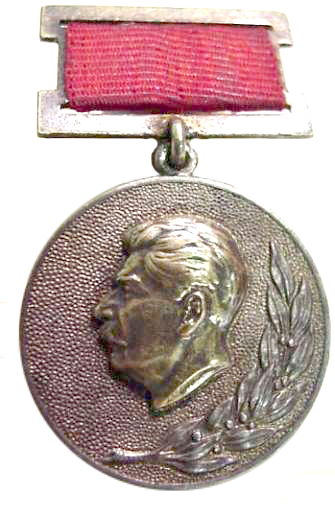
Медаль Лауреата Сталинской премии
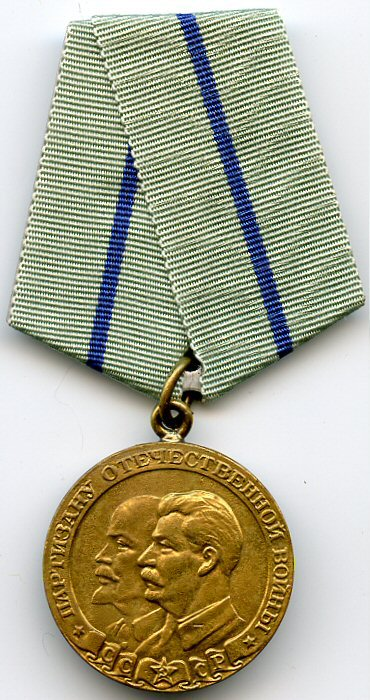
Медаль «Партизану Отечественной войны».
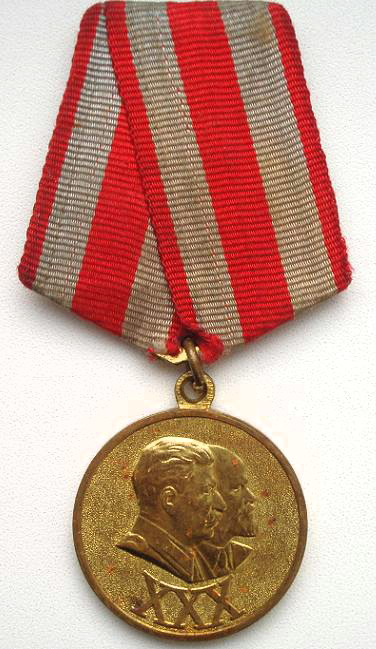
Юбилейная медаль «30 лет Советской Армии и Флота»

Изображения Сталина помещались также на эскизы наград, впоследствии неутверждённые. В качестве примера можно привести эскизы высшей военной награды СССР — Орден Победы и проект Ордена Сталина.